# رهاب محدد
الرهاب المحدد هو أي نوع من اضطرابات القلق (يتصف صاحبها بالقلق المستمر والشديد)، الذي قد يصل إلى مستوى من الخوف غير المعقول وغير المنطقي المرتبط بالتعرض لمعطيات أو مواقف معينة. ونتيجة لذلك، يميل الشخص المتأثر بشكل فعّال إلى تجنب الإتصال المباشر بهذه المعطيات والمواقف، وفي الحالات المستعصية، أي ذكر أو وصف أو تصوير لهذه المعطيات والمواقف قد يُؤثر في حياتهم اليومية.
يُثار الخوف والقلق في هذه الحالات بسبب وجود المعطيات والمحفزات أو توقُّع وجودها، وحين يواجه الشخص القلق مما يخاف منه غالباً ما يُظهر علامات الخوف ويُبدي عدم ارتياحه، وفي بعض الحالات قد يُصاب بنوبة هلع.
عند معظم البالغين، يُدرك الشخص المصاب بأن هذا القلق منطقياً غير معقول ومفرط ولكنّه يواجه صعوبة في السيطرة عليه. وهكذا فإن هذه الحالة قد تُضعف بشكل كبير فعاليّة وأداء الشخص المصاب وصحته البدنية.

## علم الاوبنة
نسبة انتشار حالات الرهاب المحدد في السنة الواحدة وصلت إلى 8.7% في الولايات المتحده الأمريكية، 21.9% منها حالات حرجة، 30% حالات متوسطة و 48.1% حالات خفيفة.
العمر المعتاد الذي تبدأ عنده الإصابة بالرهاب من مرحلة الطفولة وصولاً إلى سن المراهقة، ومن المرجح أن إصابة النساء بالرهاب تساوي ضعف احتمال إصابة الرجال.
تشير نظرية التطور إلى أن الرهاب يتطور عند الرضع أو الأطفال تجاه الأشياء التي قد تضرهم، وبالتالي فإن الرهاب ينبههم من الخطر. وأغلب الاضطرابات الملازمة للأطفال المصابين بالرهاب المحدد هي اضطرابات قلق أيضًَا.
على الرغم من أن «الاعتلال المشترك» شائع عند الأطفال الذين يعانون من الرهاب المحدد، إلا أنه يميل إلى أن يكون أقل من اضطرابات القلق الأخرى، ويبدأ عادة بين سن السابعة والتاسعة.
قد يُصاب الشخص بالرهاب المحدد في أي مرحلة من العمر إلا أنه يبلغ ذروته بين سن العاشرة والثالثة عشر.
«الاعتلال المشترك»: وجود اثنين من الأمراض أو الظروف المزمنة في وقت واحد عند المريض. "

## الفئات
وفقاً للتعديل الرابع على الدليل التشخيصي والإحصائي للاضطرابات النفسية (DSM-IV-TR) يُصنّف الرهاب إلى الفئات العامة التالية:
- الحيوانات: الخوف من الكلاب، القطط، الأرانب و / أو الفئران، الخنازير، الأبقار، الطيور، العناكب، أو الثعابين.
- البيئة الطبيعية: الخوف من المرتفعات (اكروفوبيا)، البرق والعواصف الرعدية، الشيخوخة (جيراسكوفوبيا [الإنجليزية]).

الظرف: الخوف من الأماكن الضيقة (رهاب الاحتجاز)، الظلام (نيكتوفوبيا).
- دم / حقن / اصابة [الإنجليزية] : الخوف من الإجراءات الطبية (الإبر والحقن (تريبانوفوبيا))، الدم (هيموفوبيا)، التعرض لإصابة.[5]
- أخرى: الخوف من التقاط مرض (العدوى)، خوف الأطفال من الأصوات العالية والشخصيات التنكرية.[6]

## التشخيص
الخواص الرئيسية للمعايير التشخيصية للرهاب المحدد وفقاً لـ الدليل التشخيصي والإحصائي للاضطرابات النفسية (DSM-IV-TR):
الخوف الملحوظ والمستمر والمفرط وغير المعقول المحفّز بوجود أو تحسباً لوجود ظرف أو موقف أو حالة معينة (الطيران، المرتفعات، الحيوانات، تلقي حقنة، رؤية الدم).
التعرض لحافز الرهاب غالباً ما يسبب استجابة القلق الفورية التي قد تكون على شكل إلزام موضعي أو نوبة ذعر موضعية، وقد يعبر الأطفال عن القلق على شكل بكاء، نوبات غضب، التجمد، والتشبث بالاشياء.
قد يستطيع الشخص تحديد إذا ما كان القلق مفرطأً أو غير معقول، بينما قد تكون هذه الميزة غائبة عند الأطفال.
يتم تفادي حالة الرهاب أو تتم المعاناة من القلق الشديد والمحن.

## العلاج والأدوية
فيما يلي اثنتان من العلاجات المستخدمة عادةً في علاج الرهاب المحدد:
- العلاج الإدراكي السلوكي (CBT): نهج العلاج النفسي الذي يعالج العوطف المضطربة والسلوكيات غير المتأقلمة والعمليات الإدراكية والمحتويات من خلال إجراءات صريحة ومنهجية وواضحة تتجه نجو هدف معين.
- علاج الدورة الواحدة (OST): بديل للعلاج الإدراكي السلوكي، يجمع المخرجات في الجسم الحي المتكشف والنماذج المشاركة والتثقيف النفسي والتحديات الإدراكية والتدريب على المهارات في نموذج العلاج المكثّف.

وقد يطوّل العلاج ليكون دورة واحدة بثلاثة ساعات.
نجاح العلاج قد يتأثر بالعلاقة العلاجية والتحفيز والتوقعات المرتبطة بالعلاج وعلاقته مع النتائج.
نوع الـ (CBT) ونظرية التكشف عادة ما يتم الاستفادة منها، وعلاج التكشف المحدد يُستخدم للرهاب المحدد مثل (الحساسية المنتظمة [الإنجليزية]، التعرض التخيليّ في الكائن الحي والواقع الإفتراضي و التعرض داخلي الإستقبال [الإنجليزية].
بينما هناك العديد من العلاجات إلا أن المجموعات الفرعية تستجيب للعلاج بفاعلية أكثر من غيرها، عموماً في الإاستجابة نظرية الجسم الحي عالية جداً بغض النظر عن معدلات التسريب المرتفعة، وهناك بعض الإستثناءات.
وفقاً لمراجعة عيادة علم النفس فإن النظرية الإدراكية تبدو وكأنها الحل الناجح لرهاب الاحتجاز، والواقع الافتراضي يوضح تساوي الفعالية مع الخوف من المرتفعات والطيران وبالإضافة للإصابة في الدم والذي يستجيب للتوتر المطبّق بشكل جيد.
لم يُشجّع استخدام الأدوية بإستثناء (adjunctive D-cycloserine).
الأدوية المستخدمة لعلاج الرهاب الظرفي/المحدد (والذي يُنتج قلق شديد ومؤقت مثل الخوف من الطيران) تكون مهدئة ومنومة وقصيرة المفعول (البنزوديازيبينات).